# Figura de la Terra

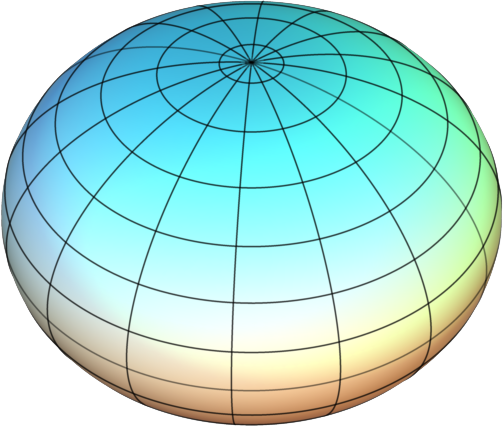
Un esferoide oblat

L'expressió figura o forma de la Terra té diversos significats en la geodèsia segons la manera com es fa servir i la precisió amb la qual s'ha de definir la mida i forma de la Terra. La superfície topogràfica real és més aparent amb la seva varietat de geomorfologies i superfícies d'aigües. Aquesta és, de fet, la superfície en la qual efectivament es fan els mesuraments de la Terra. Tanmateix no és adequat per les computacions matemàtiques exactes, perquè les fórmules que es necessitarien per tenir en compte les irregularitats necessitarien una quantitat prohibitiva de càlculs. La superfície topogràfica és dins l'àmbit dels topògrafs i hidrògrafs.
El concepte pitagòric de Terra esfèrica ofereix una superfície simple la qual és fàcil de tractar matemàticament. Molts càlculs astronòmics i de navegació la fan servir com a representació de la superfície de la Terra. Mentre que l'esfera és una aproximació propera de l'autèntica forma de la Terra i satisfactòria per a molts propòsits, els geodèsics interessats en el mesurament de llargues distàncies en continents i oceans necessiten una forma més exacta. Les aproximacions més ajustades van des de modelar la forma de la Terra com un esferoide oblat o un el·lipsoide oblat a l'ús d'harmònics esfèrics o aproximacions locals en termes d'el·lipsoide de referència. Tanmateix la idea d'una superfície plana o planar de la Terra encara és acceptable per estudis en zones petites, ja que la topografia local és més important que la curvatura. Els estudis de taula plana es fan per àrees relativament petites, i no es té en compte la curvatura de la Terra. L'estudi d'una ciutat es podria probablement calcular com si la terra fos una superfície plana de la mida de la ciutat. Per aquestes petites zones les posicions exactes es poden determinar relativament respecte a cadascuna de les altres sense considerar la mida i forma de la Terra sencera.
Des de mitjans-i fins a finals-del segle xx, les investigacions en geociències contribuir amb dràstiques millores en la precisió de la Forma de la Terra. La utilitat primordial (i la raó del seu finançament, bàsicament militar) d'aquesta millora en la precisió van ser les dades geogràfiques i gravitacionals obtinguts per als sistemes de navegació inercial de míssils balístics. Aquest finançament va comportar l'expansió de les disciplines geocientífiques, fomentant la creació i el creixement de diversos departaments de geociències en moltes universitats.

## L'el·lipsoide de revolució
Atès que la Terra està aixafada pels pols i eixamplada per l'equador, la figura geomètrica utilitzada en geodèsia que més s'aproxima a la forma de la Terra és un esferoide oblat. Un esferoide oblat (o  el·lipsoide oblat ) és un el·lipsoide de revolució, obtingut per rotació d'una el·lipse al voltant del seu eix més curt. Un esferoide que representa la forma de la Terra o un altre cos celeste rep el nom d'el·lipsoide de referència.
Un el·lipsoide de revolució queda unívocament determinat per dos magnituds-dues dimensions, o una dimensió i un nombre representant la diferència entre les dues dimensions. Els geodesistes, per convenció, utilitzen el semieix major i l'aplatament. La mida es representa pel radi a l'equador-el semieix major de la secció d'el·lipse-i es designa amb la lletra {\displaystyle a}. La forma de l'el·lipsoide està donada per l'aplatament, {\displaystyle f}, el qual indica quan l'el·lipsoide s'allunya de la forma esfèrica. A la pràctica, els dos nombres solen ser el radi equatorial i el recíproc de l'aplatament, en lloc del mateix aplatament; per a l'esferoide WGS84 utilitzat pels sistemes GPS moderns, el recíproc de l'aplatament està fixat en 298.257223563 exactament.
La diferència entre una esfera i un el·lipsoide de referència, en el cas de la Terra, és petita, només una part en 300. Històricament, l'aplatament ha estat calculat per gravimetria. En l'actualitat s'utilitzen xarxes geodèsiques i geodèsia per satèl·lit. A la pràctica, molts el·lipsoides de referència han estat desenvolupats a través dels segles per diferents observacions. El valor de l'aplatament varia lleugerament d'un el·lipsoide de referència a un altre, reflectint les condicions locals i depenent de si l'el·lipsoide de referència modelitza la Terra sencera o només una porció d'ella.
El radi de curvatura d'una esfera és simplement el radi de l'esfera. En figures més complexes, els radis de curvatura varien sobre la superfície. El radi de curvatura descriu el radi de la efera que més s'aproxima a la superfície en aquest punt. Els el·lipsoides oblats tenen un radi de curvatura constant de l'est a l'oest al llarg dels paral·lels, si una quadrícula es dibuixa sobre la superfície, amb variacions de la curvatura en qualsevol altra direcció. Per a un el·lipsoide oblat, el radi de curvatura polar {\displaystyle r_{p}} és més gran que l'equatorial
{\displaystyle r_{p}={\frac {a^{2}}{b}},}
atès que el pol està aplatat: mentre més aplatada la superfície, major l'esfera que l'aproxima. Inversament, el radi de curvatura de l'el·lipsoide Nord-Sud a l'equador, {\displaystyle r_{e}}, és menor que el polar
{\displaystyle r_{e}={\frac {b^{2}}{a}}.}

## Desenvolupament històric
Els models d'el·lipsoides de referència que es llisten a continuació han tingut utilitat en la recerca geodèsica i molts d'ells encara són vigents. Els més antics porten els noms dels individus que els van calcular. El 1887 el matemàtic anglès Col Alexander Ross Clarke CB FRS RE va ser condecorat amb la Medalla d'Or de la Reial Societat pel seu treball en la determinació de la forma de la Terra. L'el·lipsoide internacional desenvolupat per John Fillmore Hayford el 1910 va ser adoptat per la Unió Internacional de Geodèsia i Geofísica (IUGG) el 1924, que va recomanar per al seu ús internacional.
En la reunió de 1967 de la IUGG duta a terme a Lucerna, Suïssa, es va recomanar adoptar l'el·lipsoide anomenat GRS-67 (sistema de referència geodèsic 1967) de la llista. No es va recomanar que el nou el·lipsoide substituís l'el·lipsoide internacional (1924), però es va advocar pel seu ús on una major precisió fos requerida. Va ser una part del GRS-67 que es va aprovar i va adoptar en la reunió de 1971 del IUGG a Moscou. És utilitzat a Austràlia pel  Australian Geodetic Datum  ia Sud-amèrica pel  South American Datum  1969.
El GRS-80 (sistema de referència geodèsic 1980) aprovat i adoptat pel IUGG en la reunió de Canberra, Austràlia, el 1979, està basat en el radi equatorial (semi-eix major de l'eel·lipsoide terrestre) {\displaystyle a}, massa total {\displaystyle GM}, factor de forma dinàmica {\displaystyle J_{2}} i velocitat angular de rotació {\displaystyle \omega }, fent del aplatament invers {\displaystyle 1/f} una quantitat derivada. El minut de diferència en {\displaystyle 1/f} observat entre el GRS-80 i el WGS-84 és resultat del truncament no intencional de les constants definides: mentre que el WGS-84 va ser dissenyat per adherir-se el més possible al GRS-80, incidentalment l'aplatament derivat del WGS-84 va resultar ser lleugerament diferent que l'aplatament del GRS-80, el valor per J2 va ser truncat en 8 xifres significatives durant el procés de normalització.
Un model el·lipsoïdal descriu únicament la geometria de l'el·lipsoide i la fórmula del camp de gravetat normal associat. Comunament, un model el·lipsoïdal forma part d'un datum geodèsic compassat. A tall d'exemple, l'antic ED-50 (European Datum 1950) es basa en l'el·lipsoide Hayford ( International Ellipsoid ). El WGS-84 és peculiar en el sentit que el mateix nom és utilitzat tant per al sistema geodèsic de referència complet com per al seu component de model elipsoidal. No obstant això, tots dos conceptes-el model el·lipsoïdal i el sistema de referència geodèsic-es tracten per separat.
 Nota : un mateix el·lipsoide pot ser conegut amb diferents noms, pel que es recomana esmentar les constants de definició per evitar ambigüitats.
| Nom de l'el·lipsoide de referència | Radi Equatorial (m) | Radi Polar (m) | Aplatament invers | On és usat                    |
| ---------------------------------- | ------------------- | -------------- | ----------------- | ----------------------------- |
| Maupertuis (1738)                  | 6.397.300           | 6.363.806,283  | 191               | França                        |
| Plessis (1817)                     | 6.376.523,0         | 6355862,9333   | 308.64            | França                        |
| Everest (1830)                     | 6.377.299,365       | 6.356.098,359  | 300.80172554      | Índia                         |
| Everest 1830 modificat (1967)      | 6.377.304,063       | 6356103,0390   | 300.8017          | Malàisia Peninsular, Singapur |
| Everest 1830 (definició 1967)      | 6.377.298,556       | 6.356.097,550  | 300.8017          | Brunei, Malàisia Peninsular   |
| Airy (1830)                        | 6.377.563,396       | 6.356.256,909  | 299.3249646       | Bretanya                      |
| Bessel (1841)                      | 6.377.397,155       | 6.356.078,963  | 299.1528128       | Europa, Japó                  |
| Clarke (1866)                      | 6.378.206,4         | 6.356.583,8    | 294.9786982       | Amèrica del Nord              |
| Clarke (1878)                      | 6.378.190           | 6.356.456      | 293.4659980       | Amèrica del Nord              |
| Clarke (1880)                      | 6.378.249,145       | 6.356.514,870  | 293.465           | França, Àfrica                |
| Helmert (1906)                     | 6.378.200           | 6.356.818,17   | 298.3             |                               |
| Hayford (1910)                     | 6.378.388           | 6.356.911,946  | 297               | USA                           |
| Internacional (1924)               | 6.378.388           | 6.356.911,946  | 297               | Europa                        |
| NAD 27 (1927)                      | 6.378.206,4         | 6.356.583,800  | 294.978698208     | Amèrica del Nord              |
| Krassovsky (1940)                  | 6.378.245           | 6.356.863,019  | 298.3             | USSR                          |
| WGS66 (1966)                       | 6.378.145           | 6.356.759,769  | 298.25            | USA/DoD                       |
| Nacional d'Austràlia (1966)        | 6.378.160           | 6.356.774,719  | 298.25            | Austràlia                     |
| Nou Internacional (1967)           | 6.378.157,5         | 6.356.772,2    | 298.24961539      |                               |
| GRS-67 (1967)                      | 6.378.160           | 6.356.774,516  | 298.247167427     |                               |
| Sud-americà (1969)                 | 6.378.160           | 6.356.774,719  | 298.25            | Sud-amèrica                   |
| WGS-72 (1972)                      | 6.378.135           | 6.356.750,52   | 298.26            | USA/DoD                       |
| GRS-80 (1979)                      | 6.378.137           | 6.356.752,3141 | 298.257222101     | ITRS global                   |
| WGS84 (1984)                       | 6.378.137           | 6.356.752,3142 | 298.257223563     | GPS global                    |
| IERS (1989)                        | 6.378.136           | 6.356.751,302  | 298.257           |                               |
| IERS (2003)                        | 6.378.136,6         | 6.356.751,9    | 298.25642         | [ 4 ]                         |